# مذای سفلی (روستا)
 مذای سفلی (در عربی:  مذای الَسُفلی )
نام روستایی است در دهستان المَذاب از توابع استان صَعده در کشور یمن در شبه جزیره عربستان.

## جمعیت
جمعیت آن (۱۲۰ ) نفر (۱۳ خانوار) می‌باشد.